# Ensenada Da Silva
Die Ensenada Da Silva (spanisch) ist eine vereiste Bucht an der Oskar-II.-Küste des Grahamlands auf der Antarktischen Halbinsel. Sie bildet den Westteil des Stratton Inlet auf der Südseite der Jason-Halbinsel. 
Argentinische Wissenschaftler benannten sie. Der weitere Benennungshintergrund ist nicht überliefert.